# Staphyliniformia
Staphyliniformia je infrařád řádu brouci.
Obsahuje tři nadčeledi:
- Histeroidea
- Hydrophiloidea
- Staphylinoidea